# Cecil Kelley
Cecil Kelley (1920 – Los Alamos, 31 december 1958) was een technicus en medewerker in Los Alamos National Laboratory, die het slachtoffer werd van een incident waarbij een plutoniumoplossing kritisch werd waardoor hij een dodelijke dosis straling opliep. Hij overleed 35 uur na zijn blootstelling.

## Het incident

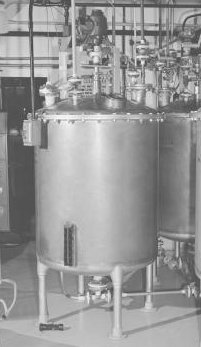
Een tank van het model waarmee het incident plaatsvond

Kelley bediende verscheidene apparaten in Los Alamos. Toen op 30 december 1958 het incident geschiedde, had hij 11 jaar ervaring. Hij moest op dat moment een metalen tank met een capaciteit van 100 liter bedienen, die gevuld was met een mengsel dat voornamelijk salpeterzuur bevatte en een lage concentratie plutonium-239. Kelley stond op een laddertje voor een kijkgat en zette een mixer aan waardoor de oplossing zou worden gemengd.
Dit plutonium was afkomstig van verscheidene experimenten; de tank diende om het terug te winnen voor hergebruik. Normaal gesproken bevatte de oplossing minder dan 0,1 g plutonium per liter, maar door een nooit opgehelderde menselijke fout was er ongemerkt meer plutonium toegevoegd waardoor de concentratie 200 keer hoger lag. Bovendien was het plutonium het meest geconcentreerd in de bovenste laag, die feitelijk al subkritisch was toen Kelley de mixer aanzette.
Het aanzetten van de mixer was net de stimulatie die het mengsel nodig had om kritisch te worden. De hogere lagen oplossing met het meeste plutonium werden in de draaikolk gezogen waardoor de concentratie verhoogd werd. Bovendien werkte de omringende oplossing als neutronenreflector. In het centrum van de draaikolk ontstond een korte kettingreactie van 200 milliseconde. Een hoge dosis neutronen- en gammastraling ontsnapte, en twee aanwezige technici zagen een blauwe flits en hoorden Kelley op de grond vallen. Hij kwam verward overeind, zette de mixer uit en opnieuw aan, en rende naar buiten. Daar trof men hem rollend in de sneeuw aan, ataxisch en volledig buiten zinnen, schreeuwend "I'm burning up! I'm burning up!" (Ik verbrand! Ik verbrand!).
Kelleys collega's beseften nog niet goed was er was gebeurd en zetten hem onder de nooddouche omdat ze dachten dat hij wellicht de sterk bijtende oplossing over zich heen had gekregen. Ook zetten ze de mixer weer uit en werden de medische hulpdiensten gewaarschuwd. Na enige minuten was Kelley bijna bewusteloos en was zijn huid vuurrood geworden. De ruimte werd onderzocht en de verhoogde niveaus van gammastraling bij de tank toonden al snel aan wat er was gebeurd.

## Sterfbed
In het ziekenhuis bleef Kelley tot een uur en 40 minuten na zijn blootstelling verward, en moest hij voortdurend overgeven waarna hij droge oprispingen kreeg toen zijn maag leeg was. Daarna stabiliseerde hij en werd hij weer rationeel, zodat zijn bloed kon worden afgenomen en getest. Men schatte dat hij een stralingsdosis van 9 gray (Gy) aan neutronen- en 27 Gy gammastraling had ontvangen, in totaal 36 Gy (3600 rad). Dit was een ruimschoots dodelijke dosis; de kans op overleven was voor Kelley nihil.
Kelley ontving pethidine en morfine tegen de pijn, en bloedtransfusies. Na ongeveer 6 uur waren al zijn witte bloedcellen dood, en na 24 uur bleek zijn beenmerg gedegenereerd tot een waterige gelei. Na ongeveer 35 uur werd Kelley opnieuw onrustig en verward, zijn huid verkleurde grauw, zijn pols werd onregelmatig, en uiteindelijk stierf hij door hartfalen.

## Onderzoek
Nadien is onderzoek verricht naar het incident maar dit onderzoek betrof niet de fout waardoor de tank een te hoge concentratie plutonium bevatte. Integendeel, de autoriteiten gaven Kelley zelf de schuld. Ook werd het incident als een gouden kans gezien om de effecten van blootstelling aan ioniserende straling te bestuderen. Weliswaar was dit op dieren getest, maar nog nooit op mensen. Deze kennis hoopte men te kunnen gebruiken om de bevolking beter te kunnen beschermen in het geval van een kernoorlog. Kelleys ziekbed werd vanaf de blootstelling tot de dood intensief gevolgd. De beenmergpunctie van Kelleys geschiedde weliswaar onder het voorwendsel zijn geschiktheid voor een beenmergtransplantatie te testen, maar was feitelijk bedoeld om de effecten van straling op beenmerg te bestuderen (men wist al dat een transplantatie Kelley niet meer zou helpen). Ook werd een autopsie uitgevoerd en werd 4 kilo van Kelleys organen onderzocht op aanwezigheid van plutonium. Dit geschiedde zonder toestemming van Kelleys familie.

## Rechtszaak
Uiteindelijk leidde dit tot een rechtszaak van Kelleys familie tegen Dr. Clarence Lushbaugh en diens collega's die het medisch onderzoek uitvoerden. Lushbaugh verklaarde onder ede dat 'God hem toestemming tot de autopsie had gegeven', hiermee doelend op het hoger belang dat hij hiermee meende te dienen. De zaak, waarbij ook andere benadeelden zich aansloten, werd in 2002 voor 9,5 miljoen dollar geschikt. Later volgde in 2007 een tweede schikking van $ 800.000. Geen van de gedaagden heeft schuld bekend.